# Feministyczna science fiction
Feministyczna science fiction lub feministyczna SF – podgatunek fantastyki naukowej, który koncentruje się na tematach związanych z feminizmem, takich jak nierówności płciowe, seksualność, rasa, ekonomia, reprodukcja i środowisko. Charakteryzuje się aspektem politycznym, ponieważ często krytykuje dominującą kulturę i normy społeczne. Wiele wyróżniających się dzieł feministycznej fantastyki naukowej przedstawia te tematy, wykorzystując utopie do ukazania społeczeństw, w których różnice płciowe lub nierówności władzy oparte na płci nie istnieją, lub dystopie, które obrazują światy, w których nierówności płciowe są pogłębiane. Tego rodzaju narracje mają na celu podkreślenie potrzeby kontynuowania pracy na rzecz feminizmu. 

## Charakterystyka
Feministyczna fantastyka naukowa jest szersza od samej fantastyki naukowej, obejmując również fantastykę, utopię, dystopię oraz horror (np. powieści o wampirach autorstwa Anne Rice). Marleen S. Barr twierdzi, że to, co określane jest mianem feministycznej fantastyki naukowej, w rzeczywistości nie jest fantastyką naukową, ponieważ nie dotyczy „twardej nauki”, a raczej pragnienia kobiet do zdobycia władzy. Fantastyka naukowa oparta na „twardej nauce” jest zresztą tylko jednym z podgatunków fantastyki naukowej. Barr sugerowała, że powinniśmy używać terminu „feministyczna fabułacja”.
Literatura fantasy jest de facto uprzywilejowanym gatunkiem do poruszania tematów feministycznych, ponieważ umożliwia refleksję nad przyszłością, możliwościami ludzkości i nauki, pozwalając na współistnienie wszystkich postępowych i innowacyjnych idei. Aby uznać utwór za feministyczną fantastykę naukową, musi on nieść ze sobą przesłanie polityczne, polegające na kwestionowaniu patriarchalnego porządku społecznego. Z tego względu, na początku lat 90. XX wieku amerykański feministyczny fanzin „Aurora SF” opublikował listę dziesięciu poziomów feminizmu, mających na celu ocenę zawartości politycznej tekstu. Skala ta obejmowała zakres od prostego kwestionowania społeczeństwa patriarchalnego, przez dyskurs egalitarny między płciami, po systematyczną krytykę mężczyzn, aż do ustanowienia feministycznej i lesbijskiej utopii.
W swojej książce In the Chinks of the World Machine: Feminism and Science Fiction szkocka autorka Sarah LeFanu rozróżnia feministyczną fantastykę naukową od fantastyki naukowej pisanej przez kobiety, wskazując, że ta druga, mimo pewnego wpływu na rozwój fantastyki naukowej poprzez odrzucenie seksizmu i wprowadzenie bohaterek, nie stawia feministycznych postulatów. Natomiast w książce In the Chinks oj the World lvfachine: FeminislI1 and Science Fiction zwracała uwagę, że do drugiej połowy lat 80. feministyczna literatura science fiction korzystała fantastyki gotyckiej oraz utopijnej.
Feministyczna fantastyka naukowa wyróżnia autorki piszące w tym nurcie na „autorki SF” i „autorki feministycznej SF”. Obie grupy mają historyczne znaczenie dla tego podgatunku, ponieważ pisarki zwiększyły widoczność i obecność kobiet w literaturze SF, podczas gdy pisarki feministyczne uwypukliły tematy polityczne i tropy w swoich utworach. 

## Historia

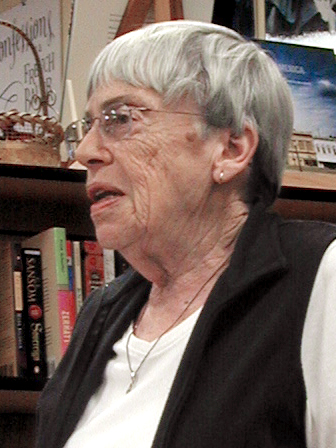
Ursula K. Le Guin (2008), jedna z najbardziej rozpoznawalnych feministycznych pisarek fantastyki naukowej

W 1971 Joanna Russ opublikowała artykuł The Image of the Woman in Science Fiction, w którym postawiła tezę, że w literaturze fantastycznonaukowej nie występują kobiety jako pełnoprawne postaci, lecz jedynie ich stereotypowe wizerunki. Zwróciła również uwagę na niewykorzystanie rewolucyjnego potencjału gatunku, zwłaszcza w odniesieniu do tematów takich jak rodzina, podział ról społecznych, seksualność czy tożsamość płciowa. Zagadnienia te zaczęły być eksplorowane dopiero w kobiecej odmianie fantastyki naukowej w latach 70. i 80. XX wieku.
Już w XIX w. i na początku XX w. powstawały powieści feministyczne opierające się na tworzeniu utopijnych wizji społeczeństwa, jak np. New Amazonia (1889) autorstwa Elizabeth Burgoyne Corbett, Unveiling a Parallel (1891) autorstwa Alice Ilgenfritz Jones i Elli Merchant, Sultana's Dream (1905) autorstwa Begum Rokeya czy Herland (1915) autorstwa Charlotte Perkins Gilman. Natomiast pierwsze dzieła będące stricte podgatunkiem feministycznej fantastyki naukowej pojawiły się w latach 60. i 70. XX wieku, kiedy to ruchy feministyczne zaczęły wywierać wpływ na różne dziedziny kultury, w tym literaturę. Wśród najważniejszych wczesnych dzieł tego nurtu wyróżniają się: Lewa ręka ciemności (1969) i Wydziedziczeni (1974) autorstwa Ursuli K. Le Guin, Kobiecy mężczyzna (1975) autorstwa Joanny Russ, Kindred (1979) autorstwa Octavi E. Butler, Woman on the Edge of Time (1976) autorstwa Marge Piercy czy The Wanderground (1978) autorstwa Sally Miller Gearhart.
W latach 70. XX wieku powstały pierwsze periodyki związane feministyczną fantastyką naukową. Do najbardziej znanych należą fanziny „The Witch and the Chameleon” (1974–1976) oraz „Janus” (1975–1980), które później przekształciły się w „Aurora SF” (1981–1987). „Windhaven, A Journal of Feminist Science Fiction” było publikowane w latach 1977–1979 przez Jessicę Amandę Salmonson w Seattle. W tym okresie ukazywały się także specjalne numery czasopism związanych ze spotkaniami miłośników fantastyki naukowej, takie jak fanzin „Women in Science Fiction” wydany przez sympozjum Khatru w 1975. Od 1999 Cleveland State University publikuje „Femspec”, które jest feministycznym czasopismem naukowym specjalizującym się w publikacjach, które kwestionują normy związane z płcią, wykorzystując gatunki spekulatywne. Wśród poruszanych tematów znajdują się science fiction, fantasy, realizm magiczny, eksploracje mitologiczne w poezji, postmodernistyczna proza oraz horror.
Feminizm przyczynił się do powstania znacznej liczby fantastyki naukowej z bohaterkami płci żeńskiej. Przykładami takich postaci są: Wonder Woman (pierwotnie stworzona w 1941) oraz The Bionic Woman w okresie zorganizowanego ruchu kobiecego lat 70. XX wieku; Terminator 2: Dzień sądu i tetralogia Obcy w latach 80.; oraz Xena: Wojownicza księżniczka, postać komiksowa Red Sonja czy Buffy: Postrach wampirów. W 2001 roku w telewizyjnej serii Cień anioła pojawiła się silna bohaterka, a role płciowe między nią a głównym męskim bohaterem zostały zasadniczo odwrócone.
Osoby związane z feminizmem stworzyły również fantastykę naukową, która wprost angażuje się w kwestie feministyczne, wykraczając poza samą kreację kobiecych bohaterów. Telewizja i kino stały się platformami do wyrażania nowych idei na temat struktur społecznych oraz wpływu feministek na naukę. Feministyczne science fiction stanowi narzędzie do kwestionowania norm społecznych i proponowania nowych standardów dotyczących postrzegania płci. Gatunek ten podejmuje również problematykę kategorii męskie/żeńskie, ukazując różnice między rolami kobiecymi a rolami związanymi z kobiecością. W ten sposób feminizm wpływa na przemysł filmowy, tworząc nowe sposoby eksploracji i przedstawiania męskości, kobiecości oraz ról męskich i żeńskich.